# Szkody
Szkody [ˈʂkɔdɨ] (tiếng Đức: Skodden) là một ngôi làng thuộc khu hành chính của Gmina Biała Piska, thuộc huyện Piski, Warmińsko-Mazurskie, ở miền bắc Ba Lan. Nó nằm khoảng 3 kilômét (2 mi) về phía tây nam của Biała Piska, 17 km (11 mi) về phía đông Pisz và 105 km (65 mi) về phía đông của thủ đô khu vực Olsztyn.
Trước năm 1945, khu vực này là một phần của Đức (Đông Phổ).
Ngôi làng có dân số 160.